# Uyo
Uyo je město v Nigérii. Podle odhadů z roku 2024 zde žilo přibližně 1,4 milionu obyvatel. Nachází se v jihovýchodní části země přibližně 70 kilometrů severně od pobřeží Guinejského zálivu. Leží v nigerijském regionu zvaném South South, přičemž je zároveň hlavním městem nigerijského státu Akwa Ibom. Tento statut má město od roku 1987, kdy se stát Akwa Ibom oddělil od státu Cross River.  
Ve městě sídlí Univerzita v Oyu. Své sídlo zde má letecká společnost Ibom Air a leží zde Mezinárodní letiště Victora Attaha. Ještě v roce 2006 ve městě podle oficiálního sčítání lidu žilo pouhých 428 tisíc obyvatel, přičemž podle odhadů tak v letech 2006 až 2024 došlo k více než ztrojnásobení populace města. Ve městě se proto nachází celkem 244 základních škol.  
Podle studie zveřejněné v roce 2024 v časopisu Scientific Reports neměla většina obyvatel města přístup ke službám pro svoz odpadu a odpadu se tak zbavovali jeho spalováním nebo odhazováním v krajině, přičemž významná část obyvatel si neuvědomovala, jaké dopady může podobné chování na krajinu mít. Ve městě se také nachází řada nelegálních skládek. 